# Алассан Н'Діає
Алассан Н'Діає (фр. Alassane N'Diaye, нар. 25 лютого 1990, Оденкур) — французько-сенегальський футболіст, який грає на позиції півзахисника.

## Кар'єра
Після початку своєї футбольної кар'єри в «Сошо» в рідній Франції і «Алле» у Швейцарії, Н'Діає перейшов в англійський Чемпіоншип у «Крістал Палас», в якому дебютував у першій команді.
Він дебютував у серпні 2009 року і забив свій перший гол за «Орлів» у переможному матчі з «Вест Бромвічем», забивши знову ж таки на своєму полі у матчі з «Блекпулом». Однак, Н'Діає не став основним гравцем, через що частину сезону 2010-11 провів на правах оренди за «Свіндон Таун», з яким вилетів з Першої ліги, після чого грав у Другій лізі у «Саутенд Юнайтед», де мав провести на правах оренди увесь сезон 2011-12 років. Однак ця оренда згодом була  скасована після сварки з одноклубником, а незабаром Алассан покинув і «Крістал Палас».
У листопаді 2011 року Н'Діає підписав короткостроковий контракт з іншим клубом Другої англійської ліги «Барнет». однак, він не став основним гравцем, з'являючись в основному з лави запасних. У травні 2012 року, Н'Діає покинув клуб після закінчення свого контракту.
В жовтні 2012 року він був підписаний клубом Південної Конференції «Геєс енд Ідінг Юнайтед». Зігравши 16 матчів і забивши 5 голів, він був відпущений з команди в березні 2013 року. Після цього Алассан був пов'язаний з «Портсмутом», проте контракт підписаний не був.
У березні 2013 року, він підписав контракт з «Гастінгс Юнайтед» з Істміанської ліги (сьомий за рівнем англійський дивізіон) і у дебютному матчі забив переможний м'яч у дербі проти «Льюїса». У кінці сезону Н'Діає забив у своєму останньому поєдинку, у переможній зустрічі з «Кінгстоніаном» перш ніж покинув клуб.
Незабаром після відходу з «Гастінгс Юнайтед», француз приєднався до «Локомотива» (Пловдив) з вищого болгарського дивізіону. Він покинув клуб в кінці сезону, але залишився в Болгарії, підписавши контракт з «Бероє» (Стара Загора).
У червні 2015 року, він переїхав до Казахстану, щоб підписати контракт з «Іртишом», забивши у своєму дебютному проти «Окжетпеса» (1:0).
В грудні 2015 року, Н'Діає перейшов до іншої команди з казахстанської Прем'єр-Ліги «Тобола», а 2016 року повернувся до Франції, де виступав за клуб «Бельфор» з аматорського дивізіону.
8 вересня 2017 року підписав контракт з одеським «Чорноморцем». 10 вересня у матчі проти кропивницької «Зірки» (1:0) дебютував за нову команду у чемпіонаті. 25 грудня 2017 року стало відомо що гравець покинув одеську команду.
У лютому 2018 року став гравцем литовської «Судуви», з яким майже відразу виграв свій перший трофей у кар'єрі — Суперкубок Литви.

## Статистика кар'єри
| Клуб                   | Сезон   | Чемпіонат                 | Чемпіонат | Чемпіонат | Кубок | Кубок | Кубок ліги | Кубок ліги | Міжнародні | Міжнародні | Інше | Інше  | Всього | Всього |
| Клуб                   | Сезон   | Дивізіон                  | Ігор      | Голів     | Ігор  | Голів | Ігор       | Голів      | Ігор       | Голів      | Ігор | Голів | Ігор   | Голів  |
| ---------------------- | ------- | ------------------------- | --------- | --------- | ----- | ----- | ---------- | ---------- | ---------- | ---------- | ---- | ----- | ------ | ------ |
| Крістал Пелес          | 2009–10 | Чемпіоншип (ІІ)           | 26        | 3         | 1     | 0     | 2          | 0          | -          | -          | -    | -     | 29     | 3      |
| Крістал Пелес          | 2010–11 | Чемпіоншип (ІІ)           | 12        | 0         | 1     | 0     | 0          | 0          | -          | -          | -    | -     | 13     | 0      |
| Крістал Пелес          | 2011–12 | Чемпіоншип (ІІ)           | 0         | 0         | 0     | 0     | 0          | 0          | -          | -          | -    | -     | 0      | 0      |
| Крістал Пелес          | Всього  | Всього                    | 38        | 3         | 2     | 0     | 2          | 0          | -          | -          | -    | -     | 42     | 3      |
| Свіндон Таун           | 2010–11 | Перша ліга (ІІІ)          | 6         | 0         | 0     | 0     | 0          | 0          | -          | -          | -    | -     | 6      | 0      |
| Саутенд Юнайтед        | 2011–12 | Друга ліга (IV)           | 1         | 0         | 0     | 0     | 0          | 0          | -          | -          | -    | -     | 1      | 0      |
| Барнет                 | 2011–12 | Друга ліга (IV)           | 6         | 0         | 0     | 0     | 0          | 0          | -          | -          | -    | -     | 6      | 0      |
| Геєс енд Ідінг Юнайтед | 2012–13 | Південна конференція (VI) | 15        | 5         | 1     | 0     | -          | -          | -          | -          | -    | -     | 16     | 5      |
| Гастінгс Юнайтед       | 2012–13 | Істміанська Ліга (VII)    | 12        | 2         | 0     | 0     | -          | -          | -          | -          | -    | -     | 12     | 2      |
| Локомотив (Пловдив)    | 2013–14 | Група А                   | 32        | 4         | 5     | 1     | -          | -          | -          | -          | -    | -     | 37     | 5      |
| Бероє                  | 2014–15 | Група А                   | 22        | 7         | 1     | 0     | -          | -          | -          | -          | -    | -     | 23     | 7      |
| Іртиш (Павлодар)       | 2015    | Прем'єр-ліга              | 16        | 5         | 0     | 0     | -          | -          | -          | -          | -    | -     | 16     | 5      |
| Тобол (Костанай)       | 2016    | Прем'єр-ліга              | 10        | 1         | 1     | 0     | -          | -          | -          | -          | -    | -     | 11     | 1      |
| Чорноморець (Одеса)    | 2017    | Прем'єр-ліга              | 11        | 0         | 0     | 0     | -          | -          | -          | -          | -    | -     | 11     | 0      |
| Загалом                | Загалом | Загалом                   | 169       | 27        | 10    | 1     | 2          | 0          | -          | -          | -    | -     | 181    | 28     |

## Титули і досягнення
- Володар Суперкубка Литви (1):

«Судува»: 2018